# Bóng chuyền tại Đại hội Thể thao Đông Nam Á 2017 - Nữ
Môn bóng chuyền nữ thi đấu tại Đại hội Thể thao Đông Nam Á 2017 sẽ tổ chức ở Kuala Lumpur, Malaysia tại Trung tâm triển lãm và thương mại quốc tế Malaysia.

## Bốc thăm

### Các quốc gia tham dự
- Indonesia
- Malaysia
- Myanmar
- Philippines
- Thái Lan
- Việt Nam

Nguồn: Volleyverse

## Kết quả
Tất cả thời gian theo giờ tiêu chuẩn Malaysia (UTC+8)

### Vòng sơ loại

#### Bảng A
|      |           | Điểm | Trận đấu | Trận đấu | Set | Set | Set   | Điểm | Điểm | Điểm  |
| Hạng | Đội       | Điểm | T        | B        | T   | B   | Tỷ lệ | T    | B    | Tỷ lệ |
| ---- | --------- | ---- | -------- | -------- | --- | --- | ----- | ---- | ---- | ----- |
| 1    | Thái Lan  | 6    | 2        | 0        | 6   | 0   | MAX   | 150  | 75   | 2.000 |
| 2    | Indonesia | 3    | 1        | 1        | 3   | 3   | 1.000 | 119  | 107  | 1.112 |
| 3    | Myanmar   | 0    | 0        | 2        | 0   | 6   | 0.000 | 63   | 150  | 0.420 |

| Ngày       | Thời gian |           | Điểm |           | Set 1 | Set 2 | Set 3 | Set 4 | Set 5 | Tổng  | Nguồn |
| ---------- | --------- | --------- | ---- | --------- | ----- | ----- | ----- | ----- | ----- | ----- | ----- |
| 23 tháng 8 | 12:00     | Thái Lan  | 3–0  | Indonesia | 25–18 | 25–16 | 25–10 |       |       | 75–44 |       |
| 24 tháng 8 | 12:00     | Myanmar   | 0–3  | Thái Lan  | 8–25  | 10–25 | 13–25 |       |       | 31–75 |       |
| 25 tháng 8 | 12:00     | Indonesia | 3–0  | Myanmar   | 25–12 | 25–13 | 25–7  |       |       | 75–32 |       |

#### Bảng B
|      |             | Điểm | Trận đấu | Trận đấu | Set | Set | Set   | Điểm | Điểm | Điểm  |
| Hạng | Đội         | Điểm | T        | B        | T   | B   | Tỷ lệ | T    | B    | Tỷ lệ |
| ---- | ----------- | ---- | -------- | -------- | --- | --- | ----- | ---- | ---- | ----- |
| 1    | Việt Nam    | 6    | 2        | 0        | 6   | 0   | MAX   | 151  | 94   | 1.606 |
| 2    | Philippines | 3    | 1        | 1        | 3   | 3   | 1.000 | 134  | 121  | 1.107 |
| 3    | Malaysia    | 0    | 0        | 2        | 0   | 6   | 0.000 | 80   | 150  | 0.533 |

| Ngày       | Thời gian |             | Điểm |             | Set 1 | Set 2 | Set 3 | Set 4 | Set 5 | Tổng  | Nguồn |
| ---------- | --------- | ----------- | ---- | ----------- | ----- | ----- | ----- | ----- | ----- | ----- | ----- |
| 23 tháng 8 | 14:00     | Malaysia    | 0–3  | Việt Nam    | 17–25 | 7–25  | 11–25 |       |       | 35–75 |       |
| 24 tháng 8 | 14:00     | Philippines | 3–0  | Malaysia    | 25–18 | 25–11 | 25–16 |       |       | 75–45 |       |
| 25 tháng 8 | 14:00     | Việt Nam    | 3–0  | Philippines | 26–24 | 25–12 | 25–23 |       |       | 76–59 |       |

### Vòng chung kết
|  | Bán kết     | Bán kết   |               |   | Chung kết | Chung kết |
|  |             |           |               |   |           |           |
|  | 26 tháng 8  |           |               |   |           |           |
|  |             |           |               |   |           |           |
|  | Thái Lan    | 3         |               |   |           |           |
|  | Thái Lan    | 3         | 27 tháng 8    |   |           |           |
|  | Philippines | 0         |               |   |           |           |
|  | Philippines | 0         | Thái Lan      | 3 |           |           |
|  | 26 tháng 8  |           | Thái Lan      | 3 |           |           |
|  |             | Indonesia | 0             |   |           |           |
|  | Indonesia   | Indonesia | 0             | 3 |           |           |
|  | Indonesia   |           |               | 3 |           |           |
|  | Việt Nam    | 2         |               |   |           |           |
|  | Việt Nam    | 2         | Tranh hạng ba |   |           |           |
|  |             |           |               |   |           |           |
|  | 27 tháng 8  |           |               |   |           |           |
|  |             |           |               |   |           |           |
|  | Philippines | 1         |               |   |           |           |
|  | Philippines | 1         |               |   |           |           |
|  | Việt Nam    | 3         |               |   |           |           |

#### Bán kết
| Ngày       | Thời gian |           | Điểm |             | Set 1 | Set 2 | Set 3 | Set 4 | Set 5 | Tổng    | Nguồn |
| ---------- | --------- | --------- | ---- | ----------- | ----- | ----- | ----- | ----- | ----- | ------- | ----- |
| 26 tháng 8 | 10:00     | Thái Lan  | 3–0  | Philippines | 25–21 | 25–17 | 25–17 |       |       | 75–55   |       |
| 26 tháng 8 | 12:00     | Indonesia | 3–2  | Việt Nam    | 18–25 | 25–21 | 29–27 | 15–25 | 15–13 | 102–111 |       |

#### Tranh huy chương đồng
| Ngày       | Thời gian |             | Điểm |          | Set 1 | Set 2 | Set 3 | Set 4 | Set 5 | Tổng   | Nguồn |
| ---------- | --------- | ----------- | ---- | -------- | ----- | ----- | ----- | ----- | ----- | ------ | ----- |
| 27 tháng 8 | 10:00     | Philippines | 1–3  | Việt Nam | 28–26 | 22–25 | 20–25 | 12–25 |       | 82–101 |       |

#### Tranh huy chương vàng
| Ngày       | Thời gian |          | Điểm |           | Set 1 | Set 2 | Set 3 | Set 4 | Set 5 | Tổng  | Nguồn |
| ---------- | --------- | -------- | ---- | --------- | ----- | ----- | ----- | ----- | ----- | ----- | ----- |
| 27 tháng 8 | 16:00     | Thái Lan | 3–0  | Indonesia | 25–18 | 26–24 | 26–24 |       |       | 77–66 |       |

## Bảng xếp hạng chung cuộc
| Hạng | Đội tuyển   |
| ---- | ----------- |
| 1    | Thái Lan    |
| 2    | Indonesia   |
| 3    | Việt Nam    |
| 4    | Philippines |
| 5    | Malaysia    |
| 6    | Myanmar     |